# Néstor Matamala
Néstor Rodrigo Matamala Molina (Cholchol, 13 de octubre de 1940-Portugal, 6 de mayo de 2023) fue un entrenador de fútbol chileno nacionalizado hondureño.

## Carrera como entrenador
A comienzos de la década de 1970 fue entrenador del Colchagua Club de Deportes, además de su gerente (en ese cargo, hasta marzo de 1972). En diciembre de 1972 recibió una oferta desde Honduras, al tiempo que la directiva del Colchagua decide pedir su renuncia "por no mantener la debida disciplina entre los jugadores".

El entrenador del Colchagua, Néstor Matamala, se va. No se va porque las cosas las ve mal en el Colchagua, sino porque la oferta es buena, y el hombre se la merece. Se va a Centroamérica, a Honduras, a buscar horizontes mejores y de seguro los va a encontrar, porque es un muchacho voluntarioso, tenaz, muy capacitado y dispuesto a salir adelante.

Le deseamos suerte a Matamala. Aquí veremos los colchagüinos cómo arreglamos este queso del club, en que nos dejaron algunos próceres tirados a dirigentes, que finalmente eran una manga de momios, que jamás sintieron verdadero cariño y amor por el Colchagüita.
Archibaldo Morales en El Guerrillero, 2 de diciembre de 1972

En su reemplazo llegó Raúl Pino, exentrenador de Everton de Viña del Mar y la selección nacional.
Tras el golpe de Estado de Chile de 1973, Matamala se queda definitivamente en Nicaragua, y en 1976 llega a Honduras, donde se asentó definitivamente. Allí ha entrenado a varios hondureños, incluyendo al Real C.D. España, Platense F.C., C.D. Olimpia, F.C. Motagua, C.D Marathon, entre otros. Entrenó el Izabal de Puerto Barrios de Guatemala y C.D. Águila de El Salvador. Ahora tiene una Academia de Fútbol y el nombre de su equipo es FC Juventud Henerma. Ha unido alianza con Marcet Fútbol en España y está en el proceso de unir alianzas con otros equipos de fútbol de Europa y América del Sur.

## Muerte
Néstor Matamala falleció el 6 de mayo de 2023 en Portugal, país donde se encontraba junto a su academia, Juventud Henerma de San Pedro Sula, con el fin de disputar una serie de partidos amistosos. El entrenador sufrió un paro cardíaco que provocó su deceso a los 82 años. Su cuerpo fue trasladado a Honduras y el 3 de junio sepultado en el cementerio Jardines del Recuerdo de San Pedro Sula.